# Bochapura, Hiriyur
Bochapura là một làng thuộc tehsil Hiriyur, huyện Chitradurga, bang Karnataka, Ấn Độ.